# سیارک ۲۵۲۱۶
سیارک ۲۵۲۱۶ (به انگلیسی: 25216 Enricobernardi، نامگذاری:1998TU1) بیست و پنج هزار و دویست و شانزدهمین سیارک کشف شده‌است که در ۱۰ اکتبر ۱۹۹۸ کشف شد.
قدر مطلق سیارک برابر ۱۸.۶ است.